# جورج باول إنغلهارد
جورج باول إنغلهارد (بالإنجليزية: George Paul Engelhardt)‏ هو عالم بقشريات الأجنحة أمريكي، ولد في 1871 في ألمانيا، وتوفي في 1942.